# Cuore (miniserie televisiva 1984)
Cuore è una miniserie televisiva del 1984 diretta da Luigi Comencini e liberamente tratta dall'omonimo romanzo di Edmondo De Amicis del 1886. L'ambientazione delle vicende fu spostata in avanti dal 1881-82 al 1899.

## Trama
Torino, maggio 1915. L'Italia ha appena dichiarato guerra all'Austria-Ungheria. Enrico Bottini, già studente di ingegneria, è ufficiale di complemento in partenza per il fronte, all'apice dell'entusiasmo. Alla stazione incrocia Garrone, suo vecchio compagno delle elementari divenuto ferroviere, e l'incontro gli fa ritornare in mente l'anno scolastico di sedici anni prima, nel 1899. I valori a lui trasmessi dal padre e dalla scuola – in primis l'amor di patria – saranno tuttavia messi alla prova dall'ecatombe della prima guerra mondiale (650.000 italiani morti in tre anni e mezzo).

## Produzione
Costato sei miliardi e mezzo di lire e prodotto da Rai 2 con Difilm, la francese Antenne 2 e la svizzera RTSI, Cuore richiese tre anni di lavorazione di cui uno solo per la stesura della sceneggiatura, affidata a Suso Cecchi D'Amico, al regista e alla figlia e futura regista Cristina Comencini; della famiglia del regista lavorarono anche un'altra delle quattro figlie, Paola Comencini (costumi), e il maggiore dei suoi nipoti, Carlo Calenda, che veste i panni piccolo-borghesi di Enrico Bottini da bambino; di questi, Calenda ebbe poi a dire: «Il mio non è un bel personaggio; è un vigliacco: sta dalla parte del più forte e non capisce ciò che veramente vale se non rendendosene conto in guerra»..

## Proiezione e programmazione TV
La prima proiezione di Cuore avvenne fuori concorso alla 41ª Mostra internazionale d'arte cinematografica di Venezia, nel 1984, in una versione ridotta a meno di due ore. La versione per la televisione, della durata di sei ore distribuite in altrettante puntate settimanali, andò in onda su Rai 2 fra il 4 ottobre e l'8 novembre 1984. Lo sceneggiato registrò un notevole successo di pubblico, che interessò anche varie pubblicazioni uscite nello stesso periodo: da un'edizione dell'originale di De Amicis edita dalla ERI in associazione con Giunti Marzocco, con prefazione di Comencini e immagini della pellicola, a romanzamenti vari, oltre al consueto album di figurine Panini, com'era già accaduto per altri sceneggiati Rai di successo fra cui Le avventure di Pinocchio (1972), Sandokan (1976), Gesù di Nazareth (1977) e Marco Polo (1982).

## Racconti mensili cinematografici e Ballo Excelsior
Questa versione cinetelevisiva di Cuore si distingue dal libro anche per i racconti mensili. Da nove sono ridotti a cinque (manca, tra gli altri, La piccola vedetta lombarda), ma in compenso non sono più "cartacei", bensì trasformati in brevi film muti che vengono mostrati col proiettore a manovella nella palestra della scuola. Nel 1899, infatti, erano passati quattro anni appena dalla prima proiezione cinematografica dei fratelli Lumière.
L'idea del regista è di rappresentare l'evoluzione tecnologica del periodo, foriera di ulteriore ottimismo nella Belle Époque, e anch'essa destinata a rendersi mostruosa con l'uso che se ne farà nelle guerre mondiali e nei regimi dittatoriali intermedi. Il padre di Enrico, non a caso, è un ingegnere, e nella prima puntata si fa portavoce di questo ottimismo («Il secolo che è alle porte sarà ricco di invenzioni e di scoperte») e spiega agli allievi il funzionamento del cinematografo («Pensate! Un'imperfezione dell'occhio umano consente un tale prodigio della tecnica!»). Ovviamente le pellicole sono state appositamente girate e debitamente virate e "rovinate", oltre che integrate da qualche filmato d'epoca pur presumibilmente di qualche anno più tardi; la musica di commento, eseguita direttamente al piano, alterna parti originali a brani d'epoca poi assurti a capisaldi canori dell'italianità nel mondo, dai motivi verdiani come il Va, pensiero o la Marcia trionfale di Aida a Funiculì funiculà.
Il primo racconto scelto è Il tamburino sardo (alla fine, sull'applauso, una carrellata mostrerà tutti gli allievi con gli occhi umidi, tranne Franti, che sorride); di puntata in puntata seguono Il piccolo scrivano fiorentino (che indurrà Coretti a riscrivere il quaderno per lo sfortunato Precossi, a cui il padre ubriaco e violento l'aveva strappato), Dagli Appennini alle Ande (il più lungo e famoso dei racconti, anch'esso più volte portato sullo schermo; toccherà molto Crossi, che sa di suo padre in America a lavorare, anche se in realtà è in prigione), L'infermiere di Tata e Sangue romagnolo, che finalmente dispenserà lacrime al famigerato Franti.
Nella sesta puntata non ci sono proiezioni di racconti mensili, ma in compenso c'è uno spettacolo teatrale, il Ballo Excelsior (ideato nel 1880 da Luigi Manzotti su musica di Romualdo Marenco e coreografie di Ugo Dell'Ara), che rappresenta l'apologo del progresso della scienza e che è descritto al dettaglio ancora da Bottini, il quale alla fine dice al figlio Enrico: «Io non vedrò ciò che il futuro ti riserva, ma sono sicuro che i popoli riusciranno a costruirsi un futuro di benessere e pace».

## Gli interpreti

### Johnny Dorelli, il maestro Perboni
Per il ruolo del maestro Perboni, Comencini aveva pensato a Nino Manfredi, già Geppetto ne Le avventure di Pinocchio; successivamente, però, la scelta si spostò su Johnny Dorelli, che oltre al passato di cantante vantava, all'epoca, commedie musicali e film di ogni genere (molti dei quali successi di cassetta) fra cui State buoni se potete di Luigi Magni, uscito l'anno prima, dove interpretava Filippo Neri. Il ruolo dell'austero maestro, nel film è reso più curioso dal timido interesse che egli mostra verso la maestrina dalla Penna Rossa, soprattutto in una scena della quinta puntata, quando detta un sentito racconto sulla morte di re Vittorio Emanuele II di Savoia e nel contempo guarda di tanto in tanto alla finestra da dove vede la giovane collega che chiacchiera col direttore della scuola.

### Giuliana De Sio, la maestrina dalla Penna Rossa
Il ruolo della maestrina dalla Penna Rossa nel libro è quasi marginale, ma ogni regista che ha trasposto Cuore si è regolarmente impegnato ad ampliarne il personaggio. Comencini affidò la parte a Giuliana De Sio, all'epoca fra le giovani attrici più richieste in Italia (suoi i ruoli della partner di Francesco Nuti in Io, Chiara e lo Scuro, di quello della seconda moglie di Dalla Chiesa in Cento giorni a Palermo e di Giulia Canella in Uno scandalo perbene). Il buon cuore e la simpatia del personaggio raggiungeranno l'apice nella quarta puntata, dove la ragazza sostituirà il maestro ammalato e affiderà il ruolo di capoclasse nientepopodimeno che a Franti (“Chi mi ha parlato di te? Mah!...”): memorabile è il duetto che maestra e allievo faranno per la poesia di Arnaldo Fusinato Le ultime ore di Venezia (“Il morbo infuria, il pan ci manca; sul ponte sventola, bandiera bianca!”). Della maestrina, oltre al maestro e al “compagnaccio”, si invaghirà pure Enrico.

### Gli interpreti stranieri
Gli attori stranieri, in questa coproduzione italo-franco-svizzera, sono tre, tutti francesi. Il padre di Enrico è Bernard Blier classe 1916 e quindi “ringiovanito” nei flashback; doppiato da Omero Antonutti, l'attore ostenta la solennità quasi comica di questo ingegnere così convinto dei valori dell'epoca, anche nella parte bellica, quando condanna aspramente i disordini che movimentano Torino nell'agosto del 1917, due mesi prima della disfatta di Caporetto. La madre di Enrico è la “ferreriana” Andréa Ferréol, doppiata da Aurora Cancian. Infine, il ruolo di Enrico da adulto è affidato a Laurent Malet, già apparso in Querelle de Brest di Rainer Werner Fassbinder e doppiato da Massimo Rossi. Una discrepanza della diegesi si nota nell'osservazione degli occhi dell'attore, di colore azzurro, mentre Carlo Calenda, che interpreta lo stesso personaggio da bambino, li ha castani.

### Ruoli minori
Fra gli altri attori c'è Paolo Paoloni, caratterista che ricordiamo come megadirettore galattico nella saga di Fantozzi, nella parte del severo e ipersolenne direttore della scuola. Ugo Pagliai, attore soprattutto di teatro, è nel ruolo appassionato del maestro di ginnastica, ex soldato garibaldino che per sottolineare l'importanza della sua materia, canta le gesta del generale in giovane età («A soli otto anni salvò la vita a una donna! A tredici tirò a salvamento una barca piena di compagni! E a ventisette, trasse dall'acqua di Marsiglia un ragazzo che s'annegava!») e che poi Enrico ritroverà in trincea come capitano fra i tanti che usavano ordinare missioni suicide (Nella guerra gloriosa che il popolo italiano combatte, ci è dato l'onore di un'impresa eroica della quale potremo essere orgogliosi noi o i nostri figli, se dovessimo sacrificare la vita»). Valeria D'Obici, nel ruolo della madre di Franti, non si allontana dal cliché di donna sofferente e disperata che contraddistinse i suoi ruoli dell'epoca (leggi Passione d'amore di Scola e Uno scandalo perbene di Festa Campanile). Victor Poletti (E la nave va di Fellini) è nel ruolo del padre di Rabucco, muratore, che frequenta le scuole serali spinto dal figlio "muratorino". Altri ruoli minori sono affidati a Mario Pedone (Garrone adulto), Daniele Giarratana (Coretti adulto), Antonio Orlando (il muratorino adulto), Ciro Orlando (il bidello), Giuseppe Chierici (il padre di Precossi), Tino Petilli (il padre di Coretti), Renato Scarpa, Attilio Dottesio, Carla Monti e Renata Zamengo.

### La partecipazione di Eduardo
Vi è anche la partecipazione straordinaria di Eduardo De Filippo. L'attore e commediografo napoletano presta volto, voce e accento a Vincenzo Crosetti, vecchio maestro del padre di Enrico, nella terza puntata. Il personaggio tecnicamente serve a rivelare che il padre dell'alunno Crossi è stato in carcere e non negli Stati Uniti, ma la sua presenza è sviluppata nella sceneggiatura: Crosetti è stato il primo punto di riferimento di papà Bottini dopo suo padre, sbugiarda l'ex allievo davanti al figlio («Come scolaro non sei mai stato un granché») e aggiunge che ciò che gli fa più pena, da quando è in pensione, è la voce dei bambini («Erano tutti figli miei… e non li tengo più»). La parte interna della sequenza con Eduardo è l'unica recitata in presa diretta. L'attore si spense a 84 anni, il 31 ottobre 1984, tredici giorni dopo la messa in onda della puntata.

### Gli interpreti degli allievi
Furono perlopiù selezionati da scuole elementari e medie di Roma. La scelta della capitale al posto di Torino come luogo di reclutamento fu dettata dal fatto che gran parte delle scene furono girate a Cinecittà, dove lo scenografo Gianni Sbarra reinventò il capoluogo piemontese in stile fin de siècle. I ragazzi scelti, fra i 9 e 13 anni, furono quasi tutti doppiati.
Il personaggio di Enrico Bottini è interpretato da Carlo Calenda, nipote dello stesso Comencini e futuro manager, ministro dello sviluppo economico nei governi Renzi (2014-2016) e Gentiloni (2016-2018) e in seguito fondatore del partito Azione. Alti interpreti bambini sono Federico Belisario (Coretti), compagno di scuola di Calenda alle elementari e unico a doppiare se stesso, Maurizio Coletta (Garrone), Gianluca Galle (Franti), Harry Tagliavini (il muratorino), Elio Sonnino (Crossi), Marco Marrone (Precossi), Ivan Sebastiani (Derossi) ed Emiliano Vinciarelli (Stardi), Mattia Darò (Nobis), Salvatore Donato (Coraci, il calabrese), Daniele Gerlini (Nelli), Vincenzo Jannizzi (Garoffi) e i protagonisti dei racconti mensili, fra cui Matteo Pellarin nella parte del tamburino sardo. Alcune riviste (TV Sorrisi e Canzoni del 30 settembre e Topolino del 4 novembre 1984) all'epoca elencarono fra i piccoli attori anche un certo Enrico Smeraldi nella parte di Votini, che però non appare mai.
Nessuno degli allora giovanissimi interpreti proseguì la carriera artistica e Cuore resta pertanto l'unica loro prova attoriale. Sulla direzione dei ragazzi Comencini, che già ne aveva diretti in Proibito rubare (film d'esordio, 1948), La finestra sul Luna Park (1957), Incompreso (1966), Infanzia, vocazione e prime esperienze di Giacomo Casanova veneziano (1969), Le avventure di Pinocchio (1971), Lo scopone scientifico (1972), Voltati Eugenio (1980) e Cercasi Gesù (1981), dichiarò che lui non li dirige: lascia che siano loro a dirigersi dopo che hanno studiato le battute e dopo che lui gli ha raccontato la scena che si sta per girare (da un'intervista di Famiglia TV, supplemento di Famiglia Cristiana, ottobre 1984).

## Altre trasposizioni del grande e piccolo schermo
Dal romanzo di De Amicis, prima di questo sceneggiato, erano state tratte tre diverse versioni: la prima, per il cinema, è diretta nel 1947 da Duilio Coletti e interpretata da Vittorio De Sica; la seconda, sempre per il cinema del 1973, diretta da Romano Scavolini; la terza è invece la serie televisiva a cartoni animati in 26 episodi Ai no gakko Cuore monogatari realizzata dalla Nippon Animation e trasmessa in Italia nel 1981 col titolo Cuore. Nel 2000 fu prodotta una serie TV trasmessa da Canale 5 diretta da Maurizio Zaccaro e interpretata da Giulio Scarpati e Anna Valle.
Di uno dei racconti mensili presenti nel romanzo, Dagli Appennini alle Ande, si contano varie versioni per il grande schermo: la prima risale al 1916 e fu diretta da Umberto Paradisi; la seconda (1943) da Flavio Calzavara; la terza (1960) da Folco Quilici. Per la televisione si ricordano una serie a cartoni animati (1975) diretta da Isao Takahata su disegni di Hayao Miyazaki (con lo stesso standard della precedente Heidi e uscita in Italia all'inizio degli anni ottanta con il titolo Marco) e uno sceneggiato TV con Giuliano Gemma e Umberto Caglini la cui ambientazione si sposta di cent'anni per arrivare quasi ai giorni nostri: la madre del protagonista, emigrata in Argentina, non è più ammalata ma desaparecida sotto il regime (1976-1983) dei generali.